# Stagno di Salina Manna (San Vero Milis)
Lo stagno di Salina Manna  è una zona umida situata lungo la costa occidentale della Sardegna.

Di proprietà demaniale della Regione Sardegna, appartiene amministrativamente al comune di San Vero Milis. Ha una superficie di 1,45 Km² e una salinità media di 0,54 psu.

Con la direttiva "Habitat" n. 92/43/CEE approvata dall'Unione Europea viene dichiarato  sito di interesse comunitario (SIC) e inserito nella rete Natura 2000 con l'intento di tutelarne la biodiversità, attraverso la conservazione dell'habitat, della flora e della fauna selvatica presenti. Condivide la stessa area SIC, identificata col codice ITB040028, con gli stagni di Pauli Marigosa e Pauli Mesalonga.